# ميخائيل سيي كارلسون
ميخائيل سيي كارلسون (بالسويدية: Mikel Cee Karlsson)‏ هو مصور سينمائي ومخرج ومخرج سويدي، ولد في 15 أغسطس 1977 في فاربيرغ في السويد.

## وصلات خارجية
- ميخائيل سيي كارلسون على موقع IMDb (الإنجليزية)
- ميخائيل سيي كارلسون على موقع ألو سيني (الفرنسية)
- ميخائيل سيي كارلسون على موقع ميوزك برينز (الإنجليزية)
- ميخائيل سيي كارلسون على موقع أول موفي (الإنجليزية)
- ميخائيل سيي كارلسون على موقع قاعدة بيانات الأفلام السويدية (السويدية)
- ميخائيل سيي كارلسون على موقع قاعدة بيانات الفيلم (الإنجليزية)
- ميخائيل سيي كارلسون على موقع كينوبويسك (الروسية)